# Sue Rolph
Susan Rolph, detta Sue (Newcastle upon Tyne, 15 aprile 1978) è un'ex nuotatrice britannica.

## Carriera
Specializzata nello stile libero e nelle staffette, ha vinto molteplici titoli in campo continentale e mondiale durante la sua carriera. Ha altresì partecipato a tre edizioni dei Giochi Olimpici (1992, 1996 e 2000) senza però mai riuscire a salire sul podio in nessuna gara.

## Palmarès
- Mondiali in vasca corta:

Götebörg 1997: bronzo nei 200m misti.
Hong Kong 1999: oro nella 4x100m stile libero e bronzo nei 100m stile libero.
- Europei

Vienna 1995: bronzo nella 4x100m stile libero.
Istanbul 1999: oro nei 100m stile libero, bronzo nella 4x100m stile libero e 4x100m misti.
Helsinki 2000: bronzo nei 200m misti.
- Europei in vasca corta

Stavanger 1994: argento nei 100m misti e bronzo nei 50m stile libero.
Rostock 1996: oro nei 100m e 200m misti, argento nei 50m e 100m stile libero.
Sheffield 1998: oro nei 100m stile libero, bronzo nei 50m stile libero, nei 100m e 200m misti e nella 4x50m stile libero.
Lisbona 1999: argento nei 50m e 100m stile libero, bronzo nei 200m misti, nella 4x50m stile libero e nella 4x50m misti.
Valencia 2000: argento nella 4x50m stile libero e bronzo nei 100m e 200m misti.
- Giochi del Commonwealth

Kuala Lumpur 1998: oro nei 50m e 100m stile libero.